# Giovan Battista Andreini
Giovan Battista Andreini (Florència, 9 de febrer de 1579 — Reggio de l'Emília, 1654) va ser un dramaturg i actor fill de dos cèlebres actors, Isabella i Francesco Andreini. Va estudiar a Bolonya i va treballar en diverses companyies teatrals, la primera de les quals “dei Gelosi”, on treballaven els seus pares i a la qual s'incorporà el 1594, amb el sobrenom de Lelio. Abans que aquesta companyia desaparegués, al 1604, muntà la seva pròpia, I Fedeli, al servei del duc de Màntua. Viatjà per bona part d'Europaː Itàlia, França i Alemanya.
Com a autor, va beure sovint de la tradició teatral del seu país, especialment amb comèdies, però també amb drames religiosos. S'ha apreciat que va exercir certa influència sobre l'obra de John Milton El Paradís perdut.

## Obres
- Turca (1608)
- Adamo (1613)
- I due Lelii simili (1622)
- Due commedie in commedia (1623)
- La Maddalena (1610)
- La Centraura (1622)
- La Rosetta (1632).
- L'idropica, amb col·laboració amb Claudio Monteverdi.[4]